# Staegeriella asperulae
Staegeriella asperulae är en insektsart. Staegeriella asperulae ingår i släktet Staegeriella och familjen långrörsbladlöss. Inga underarter finns listade i Catalogue of Life.